# Беміпарин
Беміпарин (англ. Bemiparin, лат. Bemiparinum) — напівсинтетичний препарат з групи прямих антикоагулянтів — інгібіторів фактора Х згортання крові, який застосовується парентерально (підшкірно та внутрішньовенно). Беміпарин уперше синтезований в лабораторії іспанської фірми «Laboratorios Farmaceuticos Rovi SA», яка й розповсюджує його під кількома торговими марками з 1998 року.

## Фармакологічні властивості
Беміпарин — напівсинтетичний препарат, що по хімічному складу є низькомолекулярним гепарином, і який отримується шляхом лужної деполімеризації нефракціонованого гепарину із слизової оболонки товстої кишки свиней, із середньою молекулярною масою 3600 дальтон. Оскільки молекулярна маса беміпарину нижча від молекулярної маси інших низькомолекулярних гепаринів, його часто відносять до низькомолекулярних гепаринів другого покоління, або до гепаринів із ультранизькою молекулярною масою. Механізм дії препарату полягає у пригніченні фактора Ха згортання крові, опосередкованого антитромбіном. Беміпарин найменше із усіх преставників групи низькомолекулярних гепаринів зв'язується з тромбіном (співвідношення зв'язування беміпарину з фактором Х до зв'язування із фактором ІІ становить 8:1), що забезпечує більш прогнозовану антитромботичну дію препарату, та зменшує ризик кровотечі внаслідок його застосування. Згідно з даними останніх клінічних досліджень, до механізму дії беміпарину, як і інших низькомолекулярних гепаринів, додається ще один фактор — активація інгібітора зовнішнього шляху згортання крові (так званого TFPI-фактора). Беміпарин застосовується як для профілактики тромбоемболічних ускладнень, так і для лікування тромбозів та тромбоемболій, у хірургічній, ортопедичній, а також у онкологічній практиці практиці, причому при застосуванні в онкології беміпарин призупиняє розвиток неоангіогенезу пухлин, що суттєво знижує метастазування раку. Щоправда, беміпарин не затверджений для лікування гострого коронарного синдрому. Згідно проведених клінічних досліджень встановлено, що беміпарин має вищу ефективність та безпечність, а також його застосування більш клініко-економічно обґрунтоване як у в порівнянні з нефракціонованим гепарином, так і з іншими низькомолекулярними гепаринами (еноксапарином, тинзапарином) при нижчій кількості побічних ефектів при застосуванні беміпарину.

### Фармакодинаміка
Після підшкірного введення беміпарин швидко всмоктується та розподіляється в організмі. Біодоступність препарату становить при підшкірному введенні 96 %, при внутрішньовенному застосуванні 100 %. Максимальна концентрація в крові беміпарину досягається протягом 2—4 годин після підшкірного введення. Даних за зв'язування з білками плазми крові, проникнення препарату через плацентарний бар'єр та виділення в грудне молоко немає. Дані за метаболізм беміпарину обмежені, встановлено, що він виводиться переважно із сечею з періодом напіввиведення 5—6 годин, та тривалістю дії до 18 годин. Дані за кумуляцію беміпарину в організмі людини відсутні.

## Показання до застосування
Беміпарин показаний для лікування гострого тромбозу глибоких вен, як із тромбоемболією легеневої артерії, так і без неї; профілактики венозних тромбоемболічних ускладнень у перед- та післяопераційному періоді; для профілактики венозного тромбозу в системі екстракорпорального гемодіалізу.

## Побічна дія
При застосуванні беміпарину побічні ефекти спостерігаються рідко. Найчастішими побічними ефектами при застосуванні препарату є кровотечі (1,2—2 % випадків застосування), переважно незначні; крововиливи (4,7 % випадків застосування) у шкіру, м'язи та паренхіматозні органи, переважно незначні або помірних розмірів; помірна тромбоцитопенія (у 1,4 % випадків застосування). При застосуванні препарату також можуть спостерігаютися наступні побічні ефекти:
- Алергічні реакції та з боку шкірних покривів — некрози шкіри, кропив'янка, анафілактичний шок, набряк Квінке, висипання на шкірі, свербіж шкіри, геморрагії на шкірі та слизових оболонках, задишка, бронхоспазм, набряк гортані, гарячка, нудота, блювання.
- З боку інших органів та систем — утворення екхімозів та незначних гематом у місці введення, утворення гематом у місці люмбальної пункції або епідуральної анестезії.
- Зміни в лабораторних аналізах — збільшення активності амінотрансфераз, гіперкаліємія.

## Протипокази
Беміпарин протипоказаний при підвищеній чутливості до препарату; високому ризику кровотечі (у тому числі виразковій хворобі в стадії загострення, гострих кровотечах та недавно перенесеному геморагічному інсульті та травмах ЦНС із кровотечею), важких порушень функції печінки та підшлункової залози, травмах та операціях на центральній нервовій системі, очах, або органі слуху, при наявності індукованої гепарином тромбоцитопенії, гострому та хронічному ендокардиті. З великою обережністю препарат застосовують при схильності до гіпокоагуляції та тромбоцитопенії, люмбальній пункції та гіперкаліємії. Не рекомендовано застосування препарату при вагітності та годуванні грудьми, а також у дитячому віці.

## Форми випуску
Беміпарин випускається у вигляді ампул по 0,2 мл (2500 ОД); 0,2 мл (3500 ОД); 0,2 мл (5000 ОД); 0,3 мл (7500 ОД); 0,4 мл (10000 ОД).